# Stopplaats Amsterdamsche Straatweg
Amsterdamsche Straatweg is een voormalige stopplaats aan de Centraalspoorweg tussen Utrecht en Zwolle. De stopplaats was geopend van 1 mei 1895 tot 1 april 1923 en lag tussen de huidige stations Utrecht Centraal en Utrecht Overvecht, bij de overweg in de Amsterdamsestraatweg.